# Бернхард фон Шаунберг
Бернхард фон Шаунберг (на немски: Bernhard Graf von Schaunberg; † 8 април 1473) е граф на Шаунберг-Вайтенег в Горна Австрия, императорски съветник, 1447 г. маршал на Австрия.

## Биография
Той е третият син (от 16-те деца) на граф Йохан I фон Шаунберг († 16 ноември 1453) и съпругата му Анна фон Петау († 29 март 1465), наследничка на Фридау, Анкерщайн и Розег, дъщеря на Бернхард фон Петау († 1420) и Вилибирг фон Майдбург.
Бернхард фон Шаунберг умира на 8 април 1473 г. и е погребан във францисканския манастир Пупинг, където е погребана майка му.

## Фамилия
Бернхард фон Шаунберг се жени пр. 10 август 1439 г. за Агнес фон Валзе († 15 август 1470), дъщеря на Райнпрехт III фон Валзе († 1450) и Катарина фон Розенберг († 1455). Те имат шест деца:
- Фридрих фон Шаунберг (* 13 юни 1439; † 4 октомври 1494, Залцбург), архиепископ на Залцбург (1489 – 1494)
- Зигмунд III фон Шаунберг († 1536)
- Ладислаус фон Шаунберг († 16 юли 1475)
- Георг II фон Шаунберг († 7 март 1491, Шаунберг), женен пр. 12 ноември 1484 г. за Мария Маргарета фон Щархемберг (1469 – 1522); има една дъщеря Елизабет († пр. 1512)
- Елизабет фон Шаунберг († ок. 20 юли 1491), омъжена 1483 г. за граф Филип фон Кирхберг († 1510)
- Барбара фон Шаунберг († 26 май сл. 1491), монахиня във Виена.